# Büyükçavuş, Viranşehir
Büyükçavuş là một xã thuộc huyện Viranşehir, tỉnh Şanlıurfa, Thổ Nhĩ Kỳ. Dân số thời điểm năm 2011 là 715 người.